# گروه پاسیفائه
گروه پاسیفائه (به انگلیسی: Pasiphae group)، نام گروهی از قمرهای نامنظم مخالف‌گرد مشتری است که از مدارهای مشابه با مدار پاسیفائه را دنبال می‌کنند و باور کنونی بر این است که اعضای این گروه با هم منشأ مشترکی دارند.
محورهای نیمه بزرگ آنها (مسافت از مشتری) بین ۲۲٫۸ تا ۲۴٫۱ میلیون کیلومتر (همان محدوده گروه کارمه)، انحراف مداری آنها بین ۱۴۴٫۵ ° تا ۱۵۸٫۳ ° و خروج از مرکز مداری آنها بین ۰٫۲۵ تا ۰٫۴۳ است.

این نمودار بزرگترین قمرهای نامنظم مشتری را نشان می‌دهد. همراه با گروه پاسیفائه، سینوپه و خود پاسیفائه نیز مشخص هستند. موقعیت یک شی در محور افقی نشان دهندهٔ فاصلهٔ آن با مشتری است. محور عمودی نشان از تمایل آن دارد. مرکز تحریک پذیری توسط میله‌های زرد رنگ نشان داده شده‌است که حداکثر و حداقل فاصله جسم از مشتری را نشان می‌دهد. دایره‌ها اندازهٔ شیء را در مقایسه با دیگر اشیاء نشان می‌دهند.

اعضای اصلی گروه (از بزرگترین تا کوچکترین) شامل:
پاسیفائه
سینوپه، (که دو سوم اندازهٔ پاسیفائه است)
کالیروئه
مگه‌کلایتی
آتونه
یوری‌دمی
اسپونده
اتحادیه بین‌المللی اخترشناسی (IAU) برای همهٔ قمرهای مخالف‌گرد، داشتن یا افزودن (e) را در پایان نام آنها الزامی کرده‌است.